# Havregrynskage
En havregrynskage er en småkage, oftest lavet med finvalset havregryn, smør, æg og sukker. Havregrynskagen har en lignende form til en normal småkage. Kagen er ækvivalent til den svenske havreflarn, hvor den udelukkende forskel er navnet, selvom navnet til tider kan kollokvialt anvendes synonymt med havreflarn.
Tidlige opskrifter som stadig er bevaret stammer fra 1929 i dagbladet Morgenbladet.
I nogle tilfælde bliver denne spist med smørcreme.